# 魚津市立経田小学校
魚津市立経田小学校（うおづしりつ きょうでんしょうがっこう）は、富山県魚津市浜経田665-3にある小学校。

## 解説
魚津市の経田地区を通学区域としている。校舎は地震補強がされている。付近には、かもめ児童センターも所在する。かつては経田幼稚園も所在していた（2014年3月末に大町幼稚園と統合）。

## 沿革
個別に出典が提示されていない1967年までの箇所の出典→
- 1873年3月、浜経田村の横田与平次家屋を分借し浦方小学校が、浜経田村の三乗正造の寺院を分借し地方小学校がそれぞれ創設[3]。
- 1875年2月、浜経田村の波房愍が、寺院を借りて2校を合併して経綸小学校を設立。
- 1876年、横田与平次宅に移転。
- 1878年10月、校舎新築移転。
- 1886年4月（または、1887年4月[4]）、浜経田小学校と改称。
- 1890年4月1日[5]、1889年4月の町村制施行に際し、隣村の江口、西尾崎（吉島小学校校下）および仏田の一部、持光寺（仏田小学校校下）とを合併し、浜経田村に経田第一簡易小学校、江口村に経田第二簡易小学校設置。第一は経田小学校校舎を使用し、第二は江口村の江幡岩次郎宅を借用。
- 1892年10月1日、経田第一簡易小学校が経田第一尋常小学校に、経田第二簡易小学校が経田第二尋常小学校にそれぞれ改称[6]。
- 1895年4月[7]もしくは8月、それぞれ浜経田尋常小学校、江口尋常小学校と改称。
- 1896年、新校舎を現在地に建設。
- 1897年4月1日[8]、浜経田、江口両小学校統合。経田尋常小学校と改称して移転。このとき現在の創校記念日としている。
- 1924年4月22日、御真影泰安殿落成式[9]。
- 1925年4月1日、高等科を併設し、経田尋常高等小学校と改称[10]。
- 1926年7月1日、経田青年訓練所を併設[10]。
- 1932年2月11日、校旗樹立式[11]。
- 1936年4月1日、これまでの青年訓練所を廃止し、経田青年学校を創設し同校に併設[12]。
- 1941年4月1日、経田国民学校と改称[12]。
- 1944年8月28日、東京都蒲田区国民学校初等科五年児童を受け入れ[12]（男児27名、女児24名[13]）。1945年10月22日に帰京[13]。
- 1947年4月1日[14]、経田小学校と改称。海望中学校の経田教場設置。
- 1948年10月、海望中学校経田教場廃止[15]。
- 1952年、魚津市の市制施行に伴い、魚津市立経田小学校と改称。
- 1954年4月、講堂の改築と運動場拡張[15]。
- 1955年3月、本館を旧講堂跡に新築。以降順次増改築。
- 1958年5月、二宮尊徳像を校庭に設置。
- 1959年2月、保健室新築。
- 1963年4月、1973年、魚津市立経田幼稚園が小学校の2教室を使って併置される[16]。
- 1964年4月、特殊学級を開設。
- 1972年、鉄筋コンクリート3階建て改築工事着工[17]。
- 1973年3月、第一期工事完了[17]。
- 1975年
  - 5月、校舎第三期工事完工[15]。
  - 7月（一部資料では8月[17]）、水泳プール竣工[15]。
  - 同年中、和田村立和田小学校（現・長和町立和田小学校）との間に、山と海の姉妹校提携がなされる[18]。
- 1976年6月（一部資料では8月[17]）、校舎第四期工事完工[15]。第4期までの総工費は2億3千万円、校舎総面積は3,472m2[17]。
- 1977年
  - 2月、グラウンド拡張[15]。同年10月に2,630m2の拡張が完了[19]。
- 1980年3月、体育館竣工[15]。
- 1984年9月27日、空気圧を利用したプール用エアドーム（日本カーバイド工業が製造したエアドーム第1号で、北陸初の導入である）が完成し、同日より使用開始[20]。
- 1998年12月、地震補強･大規模改造工事完了[21]。